# Jozo Rados
Jozo Rados (* 5. August 1993 in Mistelbach) ist ein österreichischer Basketballspieler kroatischer Abstammung.

## Laufbahn
Rados spielte bis 2010 für seinen Stammverein UKJ Mistelbach, wo er sich zum Juniorennationalspieler entwickelte, und wechselte zur Saison 2010/11 von der 2. Bundesliga zu den Swans Gmunden in die Basketball-Bundesliga. Eine Hüftverletzung, die zwei Operationen nach sich zog, sorgte dafür, dass er in den Spielzeiten 2011/12 und 2012/13 insgesamt nur fünf Bundesliga-Spiele bestritt und die Möglichkeit des Karriereendes bestand.
Ende Januar 2013 wurde Rados vom BK Klosterneuburg verpflichtet. Dort entwickelte er sich zu einem der besten Innenspieler der Bundesliga. Im August 2017 wechselte er innerhalb der Bundesliga zu den Kapfenberg Bulls. In seiner ersten Saison gewann er mit Kapfenberg das Double, bestehend aus Cup und Meisterschaft. Nach einer Saison bei den Bulls zog es Rados zu den Traiskirchen Lions.
In der Sommerpause 2019 wechselte Rados zu Union Neuchâtel Basket in die Schweiz. Aufgrund einer Fußverletzung kam er dort zu keinem Einsatz und musste monatelang pausieren, Mitte Februar 2020 wurde er vom niederländischen Verein Landstede Zwolle verpflichtet.
Rados kehrte zur Saison 2021/22 nach Österreich zurück und schloss sich dem BC Vienna an. Mit den Wienern wurde er 2022 erst Pokalsieger, dann Staatsmeister. In der Saison 2022/23 wurde Rados als bester einheimischer Spieler der österreichischen Liga ausgezeichnet.

### Nationalmannschaft
Rados nahm mit den U16-, U18- und U20-Nationalmannschaften an Europameisterschaften teil. Bei der B-EM 2010 im Altersbereich U18 war er mit 10,3 Rebounds pro Begegnung in dieser Kategorie zweitbester Spieler des Turniers. Ab 2012 spielt er für die A-Nationalmannschaft.